# Ель-Хірак (нохія)
Нохія Ель-Хірак (араб. ناحية الحراك) — нохія у Сирії, що входить до складу мінтаки Ізра мухафази Дар'а. Адміністративний центр — поселення Ель-Хірак.
До нохії належать такі поселення:
- Ель-Хірак → (Al-Hirak);

Нохія Тасіл на мапі мінтака Ізра

- Ель-Маліха-ель-Гарбія → (al-Maliha al-Gharbiya);
- Ель-Маліха-еш-Шаркія → (al-Maliha al-Sharqiyah);
- Нахіта → (Nahita);
- Рахам → (Rakham);
- Ес-Сура → (al-Surah).